# Heliostibes atychioides
Heliostibes atychioides är en fjärilsart som beskrevs av Butler 1877. Heliostibes atychioides ingår i släktet Heliostibes och familjen praktmalar, Oecophoridae. Inga underarter finns listade i Catalogue of Life.